# Андрейково (Никулинское сельское поселение, Калининский район)
Андре́йково — деревня в Калининском районе Тверской области. Относится к Никулинскому сельскому поселению.
Расположена к юго-западу от Твери, на дороге между Никулино (2,5 км) и Даниловским (1,5 км). Рядом река Тьмака.
В 1997 году — 12 хозяйств, 16 жителей.
В 10 км к востоку есть ещё одна деревня Андрейково, бывший центр Андрейковского сельского округа.
С 2017 года к северу от деревни развивается загородный поселок "Новое Андрейково". Появились улицы Кленовая, Рябиновая, Хвойная.